# Prenj
Prenj je vápencové pohoří ležící ve střední části Bosny. Prenj je součástí jihovýchodní části Dinárských hor. Nejvyšší vrchol je Zelena glava, který dosahuje výšky 2155 metrů. Hranicí pohoří je z velké části jeho obvodu řeka Neretva, která se kolem hor obtáčí proti směru hodinových ručiček. Na jihu Prenj sousedí s pohořím Velež (s maximální výškou 1969 metrů) a na jihovýchodě s pohořím Crvanj (s maximální výškou 1921 metrů).

## Geologie
Prenj je vápencové pohoří, které představuje typický vysokohorský kras. Nejvyšší vrchol je Zelena glava (2155 m), další významné vrcholy jsou Otiš (2097 m), Lupoglav, Osobac a další. Krajina je tvořena typickými krasovými jevy, časté jsou propasti, závrty a škrapová pole. V minulosti byly hory zaledněné, důkazem jsou ledovcové doliny, z nichž je významná Tisovica. Zde byl taky nejníže položený ledovec na Balkáně. Podle morén a usazenin sahal až k 1200 metrům nad mořem.

## Vodstvo
Hranicí pohoří je už zmíněná řeka Neretva, která je zásobována několika říčkami z Prenje. Pohoří je však velmi suché. V jeho podhůří leží Boračko jezero (0,26 km²), které je významnou rekreační oblastí. Na Neretvě samotné je několik vodních nádrží, nejvýznamnější je Jablaničko.

## Turistika
Pohoří bylo před válkou poměrně populární pro svou fantastickou tvář. Společně s pohořím Čvršnica se už delší dobu plánuje založení národního parku. Před válkou bylo pohoří propojeno několika turistickými trasami, především od Boračského jezera, doliny Tisovice a pohoří Velež. Ovšem dnes je pohoří poměrně značně zaminováno a tak zůstalo jen torzo z původních tras. Pro Prenj jsou typická značná převýšení a nedostatek vody. Návštěva jakékoliv trasy znamená vysoké nároky na fyzickou i psychickou kondici. Přesto se Prenj stává zajímavou turistickou destinací a to i mezi českými turisty.